# Oltrepò mantovano
L'Oltrepò Mantovano est un des rares territoires de la Lombardie qui s’étend au-delà du fleuve Pô

## Origine du nom
Le nom Oltrepò se compose de oltre=outre ou au-delà et pò=fleuve Pô, d’où au-delà du Pô. Cela s’applique à, au moins, trois cas en Italie du Nord : Oltrepò pavese, Oltrepò mantovano et Transpadana Ferrarese, qui sont des secteurs géographiques situés au-delà de la limite naturelle du fleuve Pô et qui les sépare de leur chef-lieu.
Bien que les fleuves, les rivières et les crêtes des massifs montagneux ont, historiquement, marqué les limites pour préserver l’autonomie d’un état, d’une région ou d’un territoire par rapport à son voisin. Ici, l’exception à la règle est due à un ou plusieurs évènements historiques qui ont fait, qu’une partie d’un territoire se trouve au-delà de cette limite naturelle qui le sépare de son chef-lieu.
Alors que la ville de Mantoue (Lombardie), chef-lieu de la province, est sur la rive gauche, l’Oltrepò est situé sur la rive droite du fleuve Pô, inséré entre les provinces émiliennes de Reggio d'Émilie, de Modène, de Ferrare et la province vénitienne de Rovigo.

## Histoire
Des découvertes archéologiques témoignent de la présence de populations romaines qui se consacraient déjà à l’exploitation agricole sur le territoire de l'Oltrepò mantovano. Au Moyen Âge, la zone étant sujette à de fréquentes inondations, variant constamment le lit du fleuve Pô, la comtesse Mathilde de Toscane fit effectuer un grand assainissement par les moines bénédictins qui y bâtir une importante abbaye, connue aujourd’hui sous le nom "Montecassino del Nord". C’est à partir du XVe siècle que le fleuve Pô occupe plus ou moins le lit actuel, encore stabilisé par les travaux des années 1906-1907.

## Flore et faune
Les grandes forêts qui couvraient le territoire dans le passé, furent remplacées par des plantations de peupliers et une grande diversité d’arbres et arbustes : platanes, mûriers, robiniers, armoises, charmes, chênes, érables, ormes, saules, roseaux, aulnes et quelques plantes exotiques.
Les zones humides autour du fleuve hébergent une faune très riche et variée : hérons, aigrettes, cormorans, mouettes, faucons, hiboux, chouettes, foulques, buses et quelques espèces migratoires comme les canards. Le fleuve fournit les brochets, carpes, chevesnes, anguilles, silure, tanches, etc. et sur la terre on trouve lièvres, faisans et renards.

## Les communes et populations
L'Oltrepò comprend 26 communes, soit 37 % du total des 70 communes de la province de Mantoue. La commune la plus peuplée est Suzzara avec plus de 20 000 habitants, puis Gonzaga avec 9 000 habitants.
| Communes                  | Superficie | Habitants   |
| ------------------------- | ---------- | ----------- |
| Suzzara                   | 60 km²     | 20.246 hab. |
| Motteggiana               | 24 km²     | 1.959 hab.  |
| Pegognaga                 | 46,69 km²  | 6.969 hab.  |
| Gonzaga                   | 49 km²     | 8.783 hab.  |
| Moglia                    | 31 km²     | 5.998 hab.  |
| San Benedetto Po          | 69 km²     | 7.476 hab.  |
| Quistello                 | 45 km²     | 5.927 hab.  |
| San Giacomo delle Segnate | 16 km²     | 1.702 hab.  |
| San Giovanni del Dosso    | 15,2 km²   | 1.180 hab.  |
| Schivenoglia              | 13,17 km²  | 1.234 hab.  |
| Quingentole               | 14 km²     | 1.228 hab.  |
| Pieve di Coriano          | 12 km²     | 990 hab.    |
| Villa Poma                | 14 km²     | 2.029 hab.  |
| Poggio Rusco              | 42,35 km²  | 6.459 hab.  |
| Revere                    | 14 km²     | 2.463 hab.  |
| Borgofranco sul Po        | 14 km²     | 887 hab.    |
| Carbonara di Po           | 15 km²     | 1.335 hab.  |
| Magnacavallo              | 28 km²     | 1.785 hab.  |
| Sermide                   | 56 km²     | 6.533 hab.  |
| Felonica                  | 22 km²     | 1.641 hab.  |

## Communication
La zone est traversée par la l’autoroute A22 Brenner-Modène, et d’autres routes provinciales mineures.

## Économie
L'économie relève surtout de la production agricole : riz, céréales, betterave, pomme de terre. La commune de Suzzara héberge les établissements IVECO, unique centre de fabrication du Iveco Daily en Italie.

## Foires
Depuis 1448, la foire millénaire (fiera millenaria) , à la fois agricole et zootechnique, se déroule le 8 septembre de chaque année à Gonzaga. Fête commémorant le miracle qui sauva la vie à François II de Mantoue cette année-là.

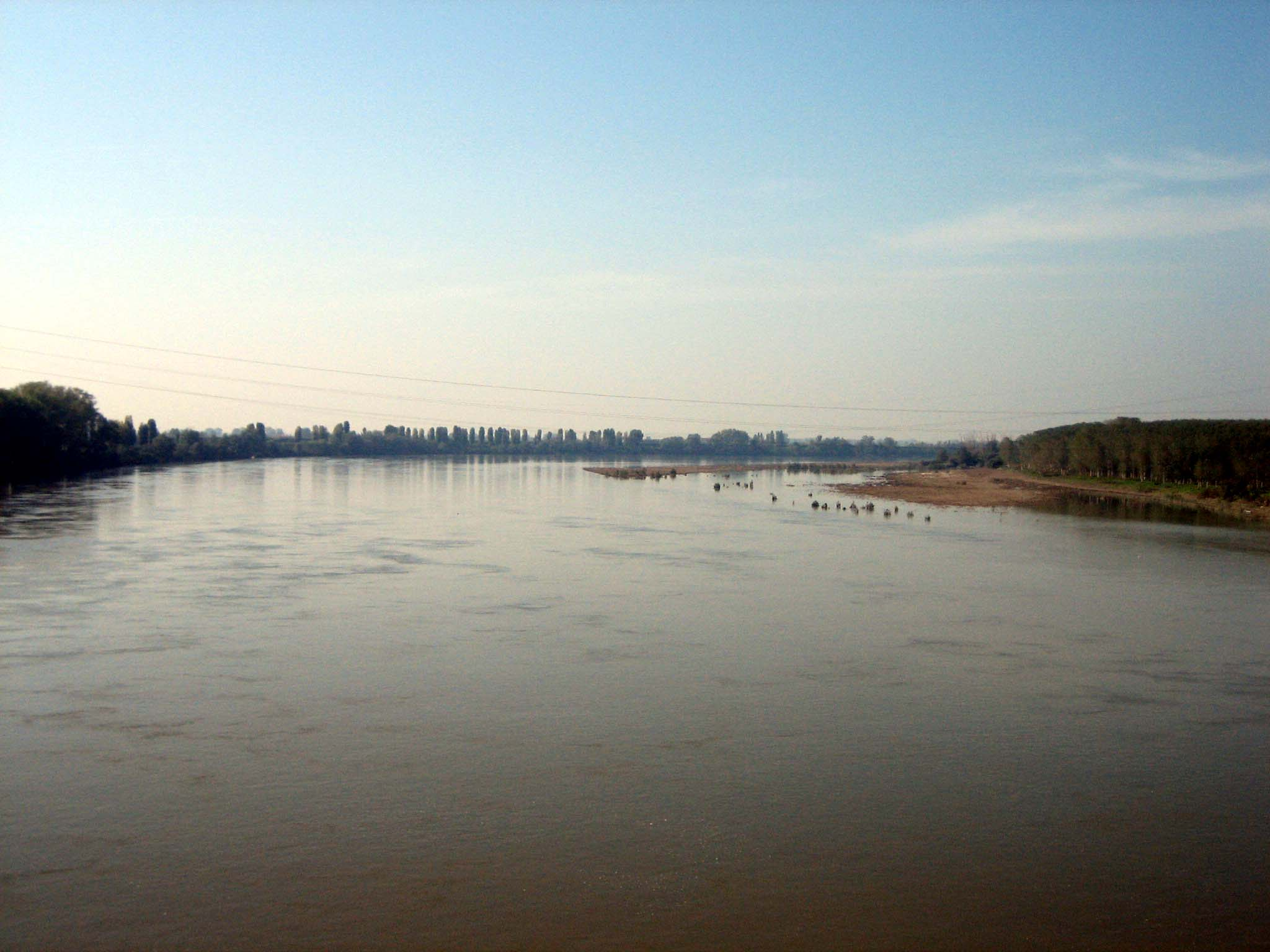
Le fleuve Pô près de Motteggiana